# Einnahme von Izmir (1922)
Smyrna  I – Aydın – İnönü  I – İnönü  II – Eskişehir – Sakarya – Große Offensive (Dumlupınar – Smyrna  II)
Die Einnahme von Smyrna (türkisch İzmir'in Kurtuluşu, dt. Befreiung von Izmir) war die letzte Phase der Smyrna-Offensive und der letzte Konflikt im Türkischen Befreiungskrieg. Truppen unter dem Kommando von Mustafa Kemal Atatürk eroberten die Hafenstadt Izmir  zurück; die Besetzung von Izmir und von Istanbul endete.
Der türkischen Armee gelang zum Beginn der Schlacht von Dumlupınar ein nächtlicher Überraschungsangriff (Nacht vom 25. auf den 26. August) auf Telegrafenverbindungen (die sie zerstörten) und auf eine wichtige Eisenbahnstrecke. Am 27. August brach die Front der griechischen Armee zusammen; sie erlitten bei Rückzugsgefechten heftige Verluste. Am Mittag des 30. August 1922 erfuhr Generalmajor Nikolaos Trikoupis, dass die Truppen kaum noch Waffen, Munition und Essensvorräte hatten; er befahl den Rückzug auf Banaz, 250 km östlich von Izmir. Von Banaz zogen sie sich Richtung Izmir zurück; die türkische Armee drang in Richtung Westen zur Küste vor. Am 9. September 1922 marschierte die türkische Armee von Osten kommend mit der Kuvayı Milliye in Izmir ein.
In den ersten Tagen nach der Eroberung wurden die armenischen und griechischen Viertel der Stadt in einem großen mehrtägigen Brand zerstört. Nach dem Rückzug der griechischen Truppen und der Eroberung der Stadt wurden ca. 30.000 bis 40.000 orthodoxe griechische und armenische Zivilisten ermordet.
Der 9. September wird seither als lokaler Feiertag – die Befreiung von Smyrna oder Befreiung von Izmir (türkisch İzmir'in Kurtuluş Bayramı) – in der gesamten türkischen Provinz Izmir gefeiert. 

## Bilder

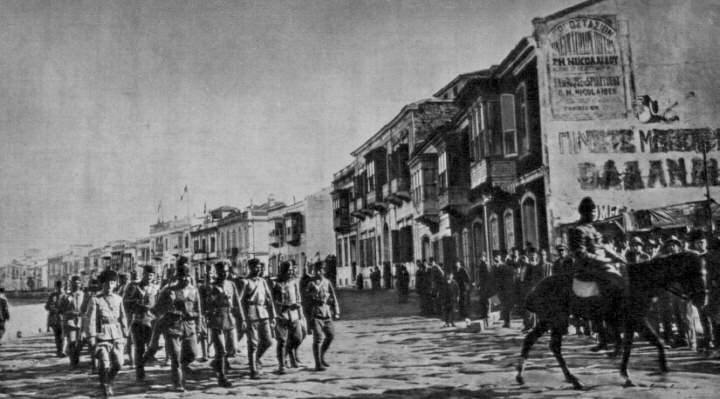
Einmarsch der türkischen Armee unter Mustafa Kemal Pascha nach Izmir am 9. September 1922.
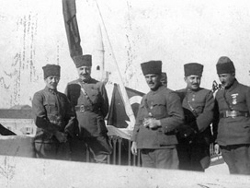
Aufhängen der türkischen Flagge am Sitz des Gouverneurs von Izmir am 9. September 1922.
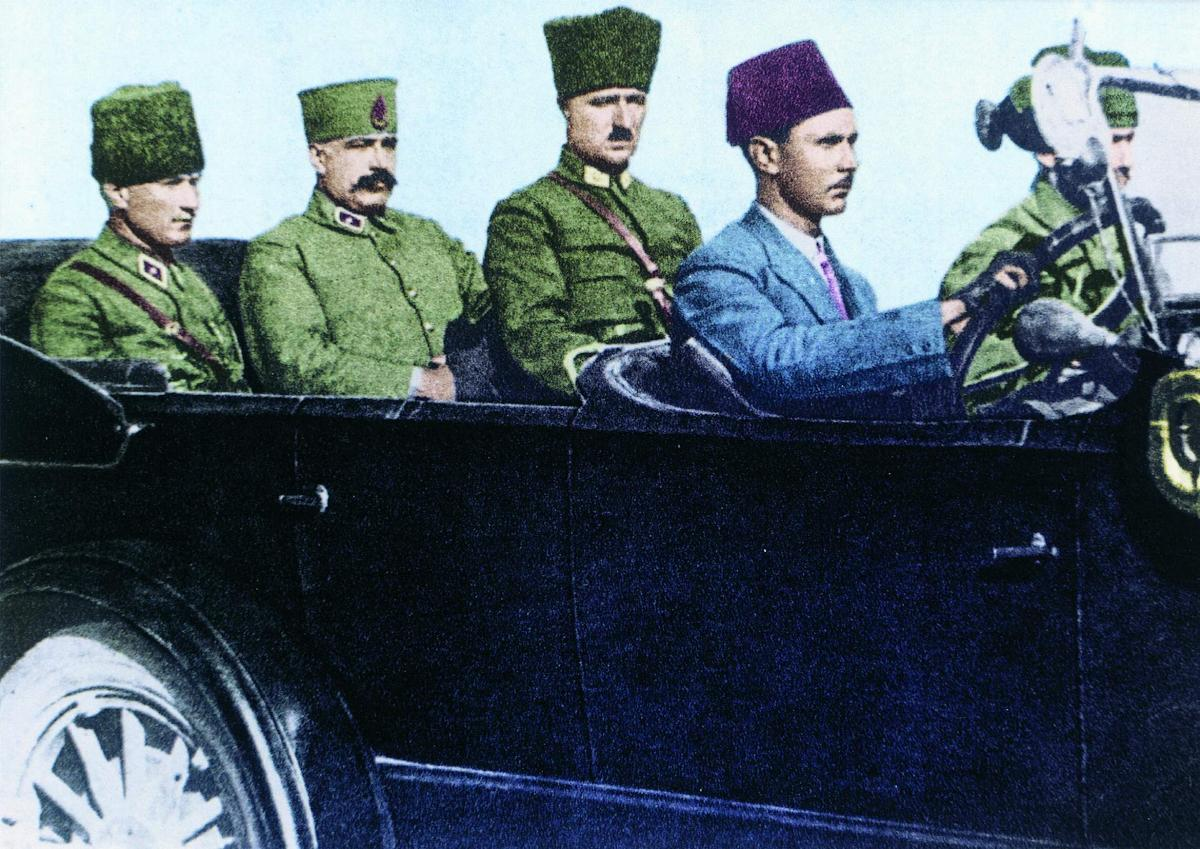
Mustafa Kemal Pascha kommt am 10. September 1922 mit Muschir Fevzi Pascha und Aide-de-camp Major Salih Bey nach Izmir.
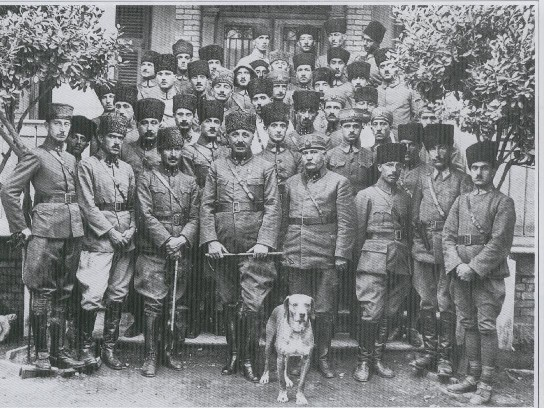
Mirliva Fahreddin Pascha bei seinem ersten Besuch in Izmir.